# Liste der Burgen, Schlösser und Herrensitze Nürnbergs
Diese Liste der Burgen, Schlösser und Herrensitze in Nürnberg umfasst neben Burgen, Schlössern und Herrenhäusern auch einige weitere Bauwerke wie erwähnenswerte Bürgerhäuser, befestigte Kirchen und Friedhofsbefestigungen.
Einige sind in gutem Zustand und bewohnt oder genutzt, von anderen sind nur noch Ruinen, Bodendenkmäler oder weniger erhalten.
Die Liste erfasst Anlagen im ganzen Stadtgebiet Nürnberg und ist nach Stadtteilen geordnet.

## Altstadt St. Lorenz
| Lage                         | Objekt        | Beschreibung | Akten-Nr.      | Bild           |
| ---------------------------- | ------------- | --- | -------------- | -------------- |
| Karolinenstraße 2 (Standort) | Nassauer Haus | Bauzeit: 12. Jahrhundert; Ehemalige Besitzer: um 1422 Jobst Haug, ab 1426 Erasmus und Heinrich Schürstab, ab 1427 Ulrich Ortlieb, um 1450 Haller von Hallerstein, ab 1581 Schlüsselfelder von Kirchensittenbach, seit 1709 Schlüsselfeldersche Familienstiftung (Administration heute: Volckamer von Kirchensittenbach und Kreß von Kressenstein) | D-5-64-000-952 | weitere Bilder |
| Königstraße 2 (Standort)     | Viatishaus    | Bauzeit: ca. 14. Jahrhundert (ehemals zwei Einzelhäuser), zerstört im Zweiten Weltkrieg; Ehemalige Besitzer: 14. Jahrhundert Weigel, 1381 bis Mitte 16. Jahrhundert Hirschvogel, Behaim, ab 1569 Bartholomäus Viatis und seine Nachkommen, ab 1834 ?                                                                                              |                | weitere Bilder |

## Altstadt St. Sebald
| Lage                                                                                     | Objekt                                                    | Beschreibung | Akten-Nr.       | Bild           |
| ---------------------------------------------------------------------------------------- | --------------------------------------------------------- | --- | --------------- | -------------- |
| Burg 10 bis 18, Am Ölberg 10 (Standort)                                                  | Kaiserburg                                                | Baujahr: ca. 1138/40, zerstört im Zweiten Weltkrieg, wiederaufgebaut nach 1945; Ehemalige Besitzer: Salier, Staufer, Stadt Nürnberg | D-5-64-000-305  | weitere Bilder |
| Burg 3, 4, 5, 7, 8, 11 (Standort)                                                        | Burggrafenburg                                            | Bauzeit: 11. Jahrhundert, zerstört 1420 durch den wittelsbachischen Pfleger von Lauf, Christoph Leininger. Der Schutt der Burg von 1420 bildet heute noch einen Hohlweg. Erhalten: Fünfeckturm, Burgamtmannswohnung (Burghut), Reste des alten Vestnertors und der ’heimliche Wächtersgang’, die hohe Schildmauer, die die Burggrafenburg von der Kaiserburg trennte, die Freiung und die Walpurgiskapelle; Ehemalige Besitzer: Salier, Staufer, ab 1105 Die Burggrafen von Raabs, ab 1192 Die Burggrafen von Zollern, ab 1427 Stadt Nürnberg | D-5-64-000-309  | weitere Bilder |
| Paniersplatz 20 (jetzt Tetzelgasse) (Standort)                                           | Grolandhaus                                               | Baujahr: ca. 1489, zerstört im Zweiten Weltkrieg, zugunsten der Straßenverbreiterung der Tetzelgasse nicht wieder aufgebaut; Ehemalige Besitzer: Groland von Oedenberg |                 | weitere Bilder |
| Schildgasse 23 (Standort)                                                                | Grundherrnhaus, auch bekannt als Haus zum Goldenen Schild | Baujahr: vor 1355, zerstört im Zweiten Weltkrieg. Im Innenhof sind noch einige Fragmente erhalten und im Neubau integriert.; Ehemalige Besitzer: 14. Jahrhundert – 1501 Grundherr von Altenthann und Weiherhaus, ab 1501 Haller von Hallerstein, ab 1525 Zuflucht der Nonnen des Klosters Pillenreuth, 1610–1853 Grundherr von Altenthann (hier sollen beim Reichstag von 1355/1356 die ersten 23 Kapitel der Goldenen Bulle verfasst worden sein; als Erinnerung blieb der Goldene Schild)                                                   |                 | weitere Bilder |
| Karlstraße 13 (Standort)                                                                 | Haller’sches Haus                                         | Baujahr: vor 1517, im Zweiten Weltkrieg beschädigt, 1971 umgebaut; Ehemalige Besitzer: ca. 1517–1611 Haller von Hallerstein, um 1611 P. Kandler, seit 1971 Spielzeugmuseum Nürnberg | D-5-64-000-949  | weitere Bilder |
| Treibberg 6 (Lage des gesamten Anwesens vor der Zerstörung: Hirschelgasse 21) (Standort) | Hirsvogelsaal                                             | Baujahr: 1534 als Festsaal an ein bestehendes Gebäude, im Zweiten Weltkrieg zerstört, ca. 2000 im Garten des Tucherschlosses neu aufgebaut; Ehemalige Besitzer: 1504–49 Lienhard Hirschvogel, ab 1555 Behaim von Schwarzbach auf Kirchensittenbach, ab 1570 Rieter von Kornburg, ab 1731/32 Fürer von Haimendorf, im 19. Jahrhundert häufige Besitzerwechsel, seit 1905 Stadt Nürnberg |                 | weitere Bilder |
| Egidienplatz 25, 27 (Standort)                                                           | Imhoffhaus                                                | Bauzeit: ca. 16. Jahrhundert, 1791 zu klassizistischer und 1827 zu neugotischer Form umgebaut, zerstört im Zweiten Weltkrieg, 1957 in moderner Form, zusammen mit dem Pellerhaus, wieder aufgebaut; Ehemalige Besitzer: von Imhoff, ab 1827 Georg Zacharias Platner |                 | weitere Bilder |
| Egidienplatz 23 (Standort)                                                               | Pellerhaus                                                | Bauzeit: 1602–1607, zerstört im Zweiten Weltkrieg. 1957 stark verändert, zusammen mit dem Imhoffhaus, wieder aufgebaut, erhalten sind Teile des Pellerhofes; Ehemalige Besitzer: Groland von Oedenberg, ab 1600–1828 Peller von Schoppershof, ab 1882 Johann Adam Eysser, seit 1929 Stadt Nürnberg | D-5-64-000-395  | weitere Bilder |
| Hauptmarkt 6, 8 (Standort)                                                               | Rietersches Haus, auch bekannt als Haus zur ersten Bitte  | Baujahr: vor 1356, zerstört im Zweiten Weltkrieg, im modernen Neubau war das Cafe Kröll untergebracht (heute: Provenza Cultura Italia); Ehemalige Besitzer: Behaim von Schwarzbach auf Kirchensittenbach, 1384–1512 Rieter von Kornburg und Kalbensteinberg |                 | weitere Bilder |
| Albrecht-Dürer-Platz 4 (Standort)                                                        | Schürstabhaus                                             | Bauzeit: um 1200/1300 (ehemals zwei Einzelhäuser), umgebaut: 1390 und 1482/83 (mit Hauskapelle) sowie im 17., 18. und 19. Jahrhundert, 1943 im Zweiten Weltkrieg schwer beschädigt, 1995–97 restauriert; Ehemalige Besitzer: Unholder Ministeriale, 1328–1478 Schürstab, um 1482 Carl Schwerzer, 1508–1518 Anton Tetzel, 1645–1791 Fetzer | D-5-64-000-51   | weitere Bilder |
| Söldnersgasse 17 (Standort)                                                              | Toplerhaus                                                | Baujahr: vor 1590, 1590/91 neu erbaut (ehemals mehrere Einzelhäuser) 1597 erweitert, im Zweiten Weltkrieg zerstört, zugunsten der Straßenverbreiterung nicht wieder aufgebaut; Ehemalige Besitzer: ab 1590 Wolf Topler, seit 1853 Germanisches Nationalmuseum |                 | weitere Bilder |
| Hirschelgasse 11 (Standort)                                                              | Tucherschloss                                             | Baujahr: 1533–1544, zerstört im Zweiten Weltkrieg, teilweise wiederaufgebaut 1965–68, seit 1998 Museum Tucherschloss; Besitzer: Tucher von Simmelsdorf | D-5-64-000-787  | weitere Bilder |
| Theresienstraße 7 (Standort)                                                             | Welserhof (Auch bekannt als Krafftsches Haus)             | Baujahr: ursprünglich vor 1509 als Haus zur goldenen Rose, 1509–12 neu errichtet, im Zweiten Weltkrieg stark beschädigt, 1962 wieder aufgebaut (Ostseite mit Glasfassade), erhalten: der schönste Altstadthof Nürnbergs; Ehemalige Besitzer: Stromer von Reichenbach, ab 1509 bis 17. Jahrhundert Welser, ab 17. Jahrhundert verschiedene Besitzer, Wilhelm Krafft, seit 1896 Stadt Nürnberg; Ende des 19. Jahrhunderts sollte der Welserhof zugunsten der Einfahrt des geplanten und genehmigten Burgbergtunnels abgerissen werden           | D-5-64-000-1951 | weitere Bilder |
| Nordwestliche Ecke des Hauptmarktes/Waaggasse (Standort)                                 | Wohnturm am Hauptmarkt                                    | Bauzeit: ca. 12. Jahrhundert, Bautyp ähnlich dem Nassauer Haus, zerstört im Zweiten Weltkrieg, zugunsten der Straßenverbreiterung nicht wieder aufgebaut; Ehemalige Besitzer: unbekannt |                 | weitere Bilder |

## Almoshof
| Lage                                    | Objekt                   | Beschreibung | Akten-Nr.     | Bild                     |
| --------------------------------------- | ------------------------ | --- | ------------- | ------------------------ |
| Almoshofer Hauptstraße 49-51 (Standort) | Holzschuher-Schlösschen  | Ein Vorläuferbau des Schlosses wurde 1517 erbaut (1552 im Zweiten Markgrafenkrieg abgebrannt). In seiner heutigen Form (zweigeschossig mit hufeisenförmigem Grundriss sowie Nebengebäuden) wurde das Schloss um 1692/93 neu erbaut. Es gehörte der Patrizierfamilie Holzschuher von Harrlach. Diese hat es 1941 für 70.000 Reichsmark an die Stadt Nürnberg verkauft. Eine geplante Nutzung als Gästehaus für nationalsozialistische Funktionäre wurde nicht mehr umgesetzt. Nach dem Zweiten Weltkrieg diente es zunächst als Notunterkunft und war später bis 1975 an Karl-Heinz Hoffmann vermietet. Heute wird es als Kulturladen genutzt | D-5-64-000-68 | weitere Bilder           |
| Irrhainstraße 19-25 (Standort)          | Praun’scher Herrensitz   | Ein Vorgängerbau wurde um 1428 erbaut, 1524 erfolgte ein Neubau, der 1552 im Zweiten Markgrafenkrieg zerstört wurde. 1611 wurde der Herrensitz neu erbaut und 1632 während des Dreißigjährigen Kriegs durch kaiserliche Soldaten beschädigt. 1870 wurde der Bau abgebrochen und in historisierender Manier in der Pilotystraße 27 in Nürnberg wieder aufgebaut (dort im Zweiten Weltkrieg zerstört). In Almoshof erhalten geblieben sind ein Mauerstück in der Irrhainstr. 19, ein Kellerhäuschen in der Irrhainstr. 23 sowie das Wohnhaus des Vogts (Voithaus) in der Irrhainstr. 25 Ehemalige Besitzer: ab 1428 Starck, ab 1537 bis 1867 Familie von Praun, 1867 nach Aussterben deren älterer Linie Prof. Bergau (Dozent an der Nürnberger Kunstgewerbeanstalt) |               | weitere Bilder           |
| Irrhainstraße 8 (Standort)              | Imhoff’scher Herrensitz  | Der vor 1547 erbaute Herrensitz wurde 1552 im Zweiten Markgrafenkrieg zerstört. Ein reduzierter Neubau erfolgte um 1554. Der Herrensitz wurde 1944 zerstört, Umfassungsmauern und Tor blieben erhalten; Ehemalige Besitzer: bis 1750 Familie von Imhoff, bis 1772 von Thill, ab 1773 von Pessler, ab 1779 von Praun |               | weitere Bilder           |
| Almoshofer Hauptstraße 84 (Standort)    | Stromer’scher Herrensitz | Der vor 1464 erbaute Herrensitz wurde 1552 im Zweiten Markgrafenkrieg zerstört. Er wurde um 1554 neu erbaut und 1944 abermals zerstört; Ehemalige Besitzer: Seckendorff, Rech, ab 1520 Melber, ab 1527 Jakob Mayer, ab 1536 Martin Rosenthaler, seit 1559 Stromer von Reichenbach |               | Stromer’scher Herrensitz |

## Altenfurt
| Lage                                 | Objekt                   | Beschreibung | Akten-Nr.       | Bild           |
| ------------------------------------ | ------------------------ | --- | --------------- | -------------- |
| Leonhard-Übler-Platz 1, 3 (Standort) | Scheurl’scher Herrensitz | Baujahr: vor 1487 als Wohnhaus, um 1512 als Herrensitz, Modernisierungen: um 1691, 1753 und 1805; Ehemalige Besitzer: vor 1487 Egidienkloster, 1512 Sebald Wolf, bis 1523 Koler, ab 1523 Cunz Reyter, Kastner, 1551 Wolf Peßler, 1582 Hans Haller von Hallerstein und Erben, 1686 Nützel von Sündersbühl, ab 1747 Haller von Hallerstein, ab 1788 Scheurl von Defersdorf, seit 1950 katholische Kirchenstiftung Altenfurt | D-5-64-000-1460 | weitere Bilder |

## Birnthon
| Lage                  | Objekt              | Beschreibung | Akten-Nr.       | Bild           |
| --------------------- | ------------------- | --- | --------------- | -------------- |
| Birnthon 1 (Standort) | Herrensitz Birnthon | Baujahr: 14. Jahrhundert als Zeidelmuttergut, 1495 als Weiherhaus, zerstört 1552 im Zweiten Markgrafenkrieg und 1617 wieder aufgebaut; ehemalige Besitzer: um 1323 Bertold von Birnthal (?), ab ca. 1381 Conrad Wagner, ab 1382 Berthold Behaim, ab 1397 Heinrich Rummel und Erben, ab ca. 1470 Endres Rech und Erben, ab 1522 an Martin Löffelholz, ab 1540 Florentin Örtel und Erben, ab 1611 Eustachius Carl Holzschuher, ab. ? Familie Hüls, ab 1680 Sigmund Pfinzing, ab 1688 an Johann Christoph Tucher, ab 1692 Maria Nützel und Erben, ab 1755 Maria Jakobina Ebner, 1773 Ebnersche Familienstiftung, 1813/14 Teilung → Herrenhaus: Conrad Kraußer und Erben, ab 1854 Johann Conrad Abraham und Erben, ab 1882 Johann Georg Bauer und Erben, ab 1972 Ingolstädter Bauunternehmer, ab 1990 Werner Lang, seit 2019 Familie Richter | D-5-64-000-2237 | weitere Bilder |

## Brunn
| Lage                                                   | Objekt                             | Beschreibung | Akten-Nr.     | Bild           |
| ------------------------------------------------------ | ---------------------------------- | --- | ------------- | -------------- |
| Brunner Straße, gemeindefreies Gebiet Brunn (Standort) | Burg Brunn, auch Jagdschloss Brunn | Bauzeit: 15. Jahrhundert, zerstört 1552 im Ersten Markgrafenkrieg und nicht wieder aufgebaut; ehemalige Besitzer: Ende 15. Jahrhundert Nicolaus Imhoff (?), ab 1497 Nicolaus Sachsen, ab 1513 Dietherr von Anwanden, ab 1709 Erbengemeinschaft aus Kreß von Kressenstein, Waldstromer von Reichelsdorf, ab 1748 Pömer von Diepoltsdorf, ab ca. 1768 Friedrich Carl Scheurl von Defersdorf, ab 1794 Löffelholz von Kolberg, ab 1815 Konrad Kupfer, ab 1874 Konrad Thürner | D-5-6533-0111 | weitere Bilder |

## Erlenstegen
| Lage                                                                   | Objekt                                           | Beschreibung | Akten-Nr.       | Bild                                       |
| ---------------------------------------------------------------------- | ------------------------------------------------ | --- | --------------- | ------------------------------------------ |
| Erlenstegenstraße 118, 118 a, 118 b, 120, 120 a, 122 (Standort)        | Dietherr’scher bzw. Pömer'scher Herrensitz       | Bauzeit: 15. Jahrhundert, zerstört 1944; Ehemalige Besitzer: Ende 15. Jahrhundert Nicolaus Imhoff (?), ab 1497 Nicolaus Sachsen, ab 1513 Dietherr von Anwanden, ab 1709 Erbengemeinschaft aus Kreß von Kressenstein, Waldstromer von Reichelsdorf, ab 1748 Pömer von Diepoltsdorf, ab ca. 1768 Friedrich Carl Scheurl von Defersdorf, ab 1794 Löffelholz von Kolberg, ab 1815 Konrad Kupfer, ab 1874 Konrad Thürner |                 | Dietherr’scher bzw. Pömer'scher Herrensitz |
| Erlenstegenstraße 112 (Standort)                                       | Förrenbergerscher Herrensitz                     | Baujahr: vor 1518, beschädigt 1552 im Zweiten Markgrafenkrieg und wieder aufgebaut, zerstört 1632 im Dreißigjährigen Krieg und notdürftig wieder aufgebaut, zerstört 1944, erhalten: Toreinfahrt und Vogthaus; Ehemalige Besitzer: ab ? Hirschvogel (?), ab 1518 Lorenz Stauber, ab ? Tetzel von Kirchensittenbach, ab 1564 Friedrich Saurmann der Ältere, ab 1591 Müllegg, ab 1620 Förrenberger, ab 1768 Scheurl von Defersdorf, ab ? Löffelholz von Kolberg, ab 1814 Kurz, ab ca. 1900–1944 Kalb | D-5-64-000-441  | weitere Bilder                             |
| Erlenstegenstraße 111 (Standort)                                       | Groland-Schloss bzw. Scheurl’sches Schloss       | Baujahr: ca. 1200 als Weiherhaus, zerstört 1552 im Zweiten Markgrafenkrieg, 1565 als Sandsteinbau wiederaufgebaut, 1729 in barocker Form umgebaut; Ehemalige Besitzer: ab 1216 Reichsschultheiß Giselher, ab 1400 Groland von Oedenberg, ab 1721 Scheurl von Defersdorf | D-5-64-000-440  | weitere Bilder                             |
| Erlenstegenstraße 106/106a (Schloss: Erlenstegenstraße 110) (Standort) | Gugelschloss/Schreiberschloss/Imhoff-Schlösschen | Baujahr: vor 1563, umgebaut 1650/67, zerstört im Zweiten Weltkrieg, erhalten: Vogthaus von 1660; Ehemalige Besitzer: vor 1563 Christoph von Ploben, ab ca. 1600 Gugel von Brand und Diepoltsdorf, ab 1706 Schreiber von Grünreuth, Dillherr von Thumenberg/Volckamer von Kirchensittenbach, 1781 Von Imhoff, ab 1720 Schreiber, ab ca. 1833 Georg Hilpert, ca. 1900–1944 Bäckerfamilie Wedel | D-5-64-000-438  | weitere Bilder                             |
| Voßstraße 19, 19a (Standort)                                           | Kressenschlösschen                               | Bauzeit: ca. 14. Jahrhundert als Forsthube, Herrensitz ab ca. 1510, 1552 im Zweiten Markgrafenkrieg beschädigt, 1790 abgebrannt, 1791 wieder aufgebaut; Ehemalige Besitzer: ab 1439 Cuntz Schütz oder ab 1441 Markart Rabolt (?), ab ca. 1510 Derrer von der Unterbürg, ab 1534 Sigmund Hagelsheimer (Held), ab ca. 1550 Hans Gebhardt, ab 1571 Gabriel Eysvogel (Eisvogel), ab 1592 Egidius Arnold, ab 1599 Antoni Rieger, ab 1610 Stephan Heber, bis 1638 Jeremias Wortmann, ab 1638 Johann Sigmund Freiherr von Jöstelberg und Erben, ab ca. 1698 Ebner von Eschenbach, ab 1716 Georg Jakob Pömer von Diepoltsdorf (Administrator), ab 1763 Anna Helena Ebner geb. Holzschuher → Christoph Leonhard Kress von Kressenstein, 1803 (durch Heirat) Major Christian Friedrich von Hüpeden, ab 1823 Friedrich Neumann, Aufteilung des Anwesens, Herrenhaus, ab 1825 Johann Samuel Bergmann, seit 1906 Johann Kern und Erben | D-5-64-000-2065 | weitere Bilder                             |
| ab 1854 Platnersberg (vorheriger Name: Thumenberg) (Standort)          | Herrensitz Thumenberg/Platnersberg               | Baujahr: 1496 als Wachturm gebaut, ab 1534 oder 1545 Lusthaus Thumenberg, 1552 im Zweiten Markgrafenkrieg verwüstet, 1557 wieder aufgebaut, ab 1836 Umbau in ein neugotisches Schlossgut, ab 1896 Renaissance-Villa, ab 1909 Restaurant, 1942 im Zweiten Weltkrieg zerstört, heute Seniorenwohnanlage; Ehemalige Besitzer: Groland von Oedenberg, ab 1533 Jörg Thum, ab 1551 Furtenbach auf Reichenschwand, ab 1561 Jacob Hofmann und Erben, ab ca. 1571 Heinrich Reutter, ab 1590 Dilherr von Thumenberg und deren Stiftung, ab 1758 Volckamer von Kirchensittenbach, ab 1770 Johann Conrad Wittwer, ab 1793 Georg Friedrich Kordenbusch von Buschenau, ab 1802 Johann Christoph Stürmer, ab 1832 Georg Capeller, ab 1836 Georg Zacharias Platner, ab 1873/74 Konrad Kronburger, ab 1889 Familie Hilpert, ab 1895 Julius Beißbarth, seit 1906 Stadt Nürnberg                                                             |                 | weitere Bilder                             |
| Voßstraße 2 (?) (Standort)                                             | Topler’scher Herrensitz                          | Baujahr: unbekannt, zerstört im Zweiten Markgrafenkrieg; Ehemalige Besitzer: Toppler |                 | BW                                         |
| Erlenstegenstraße 90 (Standort)                                        | Voit-Ebner’scher Herrensitz                      | Bauzeit: 16. Jahrhundert, zerstört 1944, erhalten: Nebengebäude; Ehemalige Besitzer: ab 1580 Voit von Wendelstein, Ebner von Eschenbach |                 | weitere Bilder                             |
| Günthersbühler Straße 15 (Standort)                                    | Wölckern’sches Schloss                           | Bauzeit: 16. Jahrhundert, 1733 durch die Woelckern umgebaut; Ehemalige Besitzer: von Woelckern | D-5-64-000-687  | weitere Bilder                             |

## Fischbach
| Lage                                                          | Objekt                                   | Beschreibung | Akten-Nr.       | Bild           |
| ------------------------------------------------------------- | ---------------------------------------- | --- | --------------- | -------------- |
| Pellergasse 3a (Standort)                                     | Pellerschloss                            | Erstmals erwähnt: 14. Jahrhundert als „Burgstall“, dann als Weiherhaus, zerstört wahrscheinlich 1388 im Städtekrieg, vor 1400 als Wasserschloss wieder aufgebaut, 1552 im Zweiten Markgrafenkrieg wiederum zerstört, 1557 wieder aufgebaut; Ehemalige Besitzer: 1405–ca. 1506 Holzschuher von Harrlach, ab 1506 Matthias Melber, ab 1527 Welser, ab 1557 Schmittmayr, ab 1573 Murach und von Redwitz, ab 1609 Imhoff, ab 1677 Paumgartner von Holnstein und Grünsberg, ab 1687–1870 Peller von Schoppershof, ab 1962 Gemeinde Fischbach, seit 1972 Stadt Nürnberg | D-5-64-000-1511 | weitere Bilder |
| Fischbacher Hauptstraße 164 / 166 / 170a / 172 (Standort)     | Scheurl’sches Schloss bzw. Zeidelschloss | Baujahr: vor 1348, zerstört 1552 im Zweiten Markgrafenkrieg, 1603 wieder aufgebaut, 1633 im Dreißigjährigen Krieg, danach in heutiger Form wieder aufgebaut; Ehemalige Besitzer: Fischbecken (Fischpekken) von Fischbach ? , ab 1369 Rummel, ab Holzschuher von Harrlach, 1497 Michael Behaim, ab 1532 Anton Koberger ab 1535 bis heute (2010) Scheurl von Defersdorf (Scheuerl’sche Familienstiftung) | D-5-64-000-459  | weitere Bilder |
| Fischbacher Hauptstraße 197 / 199; Am Schloßpark 1 (Standort) | Harsdorf’sches Schloss                   | Baujahr: vor 1348, zerstört 1449 im Ersten Markgrafenkrieg, 1552 im Zweiten Markgrafenkrieg und neu erbaut, schwer beschädigt: 1943, wieder aufgebaut nach 1945 Ehemalige Besitzer: Fischbecken (Fischpekken) von Fischbach ?, ab ? Pfinzing, ab 1405 Holzschuher von Harrlach seit 1537 bis heute (2007) Harsdorf von Enderndorf | D-5-64-000-469  | weitere Bilder |

## Gibitzenhof
| Lage                                      | Objekt                      | Beschreibung | Akten-Nr. | Bild           |
| ----------------------------------------- | --------------------------- | --- | --------- | -------------- |
| Gibitzenhofstraße 146, 170–176 (Standort) | Löffelholz’scher Herrensitz | Bauzeit: 14. Jahrhundert, 1515 neu erbaut als Weiherhaus, zerstört 1552 im Zweiten Markgrafenkrieg, wieder aufgebaut: um 1562, 1752 Neubau eines Barockschlosses an das Weiherhaus, im Zweiten Weltkrieg (endgültig) zerstört und abgetragen; Ehemalige Besitzer: ab 1372 Waldstromer ?, ab 1400 einem Fritz Feierlein, 1422 an Seitz Schiller, 1426 Niklas II. Muffel, 1430 Gabriel Tetzel, ab 1455 bis 1955 Löffelholz von Kolberg |           | weitere Bilder |

## Gleißhammer
| Lage                                                                                       | Objekt                                                   | Beschreibung | Akten-Nr.      | Bild           |
| ------------------------------------------------------------------------------------------ | -------------------------------------------------------- | --- | -------------- | -------------- |
| Gleißhammerstraße 4; Gleißhammerstraße 2; Gleißhammerstraße 6; Am Zeltnerschloß (Standort) | Zeltnerschloss                                           | Das Schloss wurde bereits vor 1370 als Hammerschloss erstmals erwähnt. Nach seiner Zerstörung 1504 im Landshuter Erbfolgekrieg wurde es 1523 neu erbaut. Nach erneuter Zerstörung im Jahr 1552 während des Zweiten Markgrafenkriegs wurde es um 1569 wiederum neu erbaut. Während des Zweiten Weltkriegs brannte es 1943 aus und wurde 1955 erneut aufgebaut. ehemalige Besitzer: Conrad Stromer, ab 1336 Konrad Groß, ab 1403 Herdegen Valzner, ab 1448 Toppler, ab 1476 gemeinsam Conrad Toppler, Steffan Pessler, Martha Haller, Margaretha Tetzel, 1522 Sigmund Fürer, ab 1522 Jörg Schlauersbach, ab 1566 Endres und Jakob Imhoff, ab 1654 Georg Seifried Koler von Neunhof, ab 1667 Paul Sigmund Koler von Neunhof, 1685 Johann Joachim Nützel, ab 1727 Ebner von Eschenbach, ab 1780 Gottlieb Christoph Scheurl von Defersdorf, 1790 Eberhard Jodokus König von Königsthal, ab 1845 Johannes Zeltner, danach Familie Beckh (Nachkommen von Zeltner), ab 1920 Reichsbahn, seit 1981 Stadt Nürnberg (Kulturladen) | D-5-64-000-622 | weitere Bilder |
| Schlossstraße 62-64 (Standort)                                                             | Güntherschlösschen – Vargethenschlösschen (Abbruch 1930) | Baujahr: 1610/11 als Herrensitz, 1916 Nutzung als Eisfabrik, ab 1919 Fernsprech- und Rundfunkapparatefabrik der Firma Bruckner & Stark, 1930 Abbruch; ehemalige Besitzer: Nützel von Sündersbühl, ab 1602 Jörg Jonabach, ab 1688 Johann Nikolaus Vargeth, ab 1709 Johann Friedrich Schober, ab 1741 Johann Veit Kessel, 1765 Johann Erdmann, ab 1795 Heinrich Paul Wolfgang von Günther, ab ca. 1805–1835 Johann Ernst Körnlein, 1916 Karl Loos, seit 1919 Firma Bruckner & Stark „Lumophon“ Radiogeräte, später von der Grundig AG aufgekauft. |                | BW             |

## Glockenhof
| Lage                           | Objekt             | Beschreibung | Akten-Nr.      | Bild           |
| ------------------------------ | ------------------ | --- | -------------- | -------------- |
| Glockenhofstraße 47 (Standort) | Grundherrn-Schloss | Baujahr: vor 1517 als Weiherhaus mit Mauer, zerstört 1552 im Zweiten Markgrafenkrieg, neu erbaut 1555, 1760 Neubau neben den alten Herrensitz; ehemalige Besitzer: Haller, 1471 Martin Wagner, ab 1491 Wolfgang Haller, ab 1494 Erhard Marstaller, 1510 Hans Schütz, ab 1510 Bartholomäus Haller auf Ziegelstein, 1528–1757 Glockengießer, ab 1757 Johanna Muncker, ab 1765 Grundherr von Altenthann und Weiherhaus, seit 1857 bis heute (2007) Grundherrsche Familienstiftung | D-5-64-000-636 | weitere Bilder |

## Großgründlach
| Lage                                          | Objekt        | Beschreibung | Akten-Nr.                | Bild           |
| --------------------------------------------- | ------------- | --- | ------------------------ | -------------- |
| Großgründlacher Hauptstraße 43, 45 (Standort) | Hallerschloss | Bauzeit: 12. Jahrhundert als Burg, erstmals erwähnt: 1326, zerstört 1552 im Zweiten Markgrafenkrieg und 1634 im Dreißigjährigen Krieg, 1685 Abbruch des Bergfrieds, 1685–95 in barocker Form neu erbaut; Ehemalige Besitzer: Reichsministerialen von Gründlach, ab 1343 Kunigunde von Orlamünde, 1348–1525 Zisterzienserinnenkloster Himmelthron, ab 1572 Geuder von Heroldsberg, ab 1616 Pfinzing von Henfenfeld, Grafen von Brauneck, seit 1766 Haller von Hallerstein | D-5-64-000-664 zugehörig | weitere Bilder |

## Höfles
| Lage                               | Objekt                            | Beschreibung | Akten-Nr.      | Bild           |
| ---------------------------------- | --------------------------------- | --- | -------------- | -------------- |
| Höfleser Hauptstraße 74 (Standort) | Herrensitz Höfles (Altes Schloss) | Baujahr: 1762 als Herrensitz, heutige Nutzung: Gasthof Altes Schloss; Ehemalige Besitzer: ab 1762 Margarete Felicitas Scheller | D-5-64-000-808 | weitere Bilder |

## Hummelstein
| Lage                                  | Objekt                    | Beschreibung | Akten-Nr.      | Bild           |
| ------------------------------------- | ------------------------- | --- | -------------- | -------------- |
| Hummelstein 43, 44, 45, 46 (Standort) | Hummelsteiner Schlösschen | Das Schloss ist ein dreigeschossiger, verputzter Backsteinbau mit Satteldach und vier Ecktürmchen mit Pyramidendächern. Es wurde 1487 als Weiherhaus erbaut und zwischen 1520 und 1526 erweitert. Nach seiner Zerstörung 1552 während des Zweiten Markgrafenkriegs wurde es 1559 wieder aufgebaut und erhielt durch einen Umbau 1706 sein heutiges Erscheinungsbild. Ehemalige Besitzer sind der Erbauer, Niklas Hummel, und ab 1520 Wolf Horneck. Seit 1927 gehört das Schloss der Stadt Nürnberg. Heute (Stand Dezember 2003) hat dort das Umweltpädagogische Zentrum der Stadt seinen Sitz. | D-5-64-000-845 | weitere Bilder |

## Katzwang
| Lage                         | Objekt               | Beschreibung                                                                                            | Akten-Nr.       | Bild           |
| ---------------------------- | -------------------- | --- | --------------- | -------------- |
| Rennmühlstraße 16 (Standort) | Wehrkirche St. Maria | Baujahr: um 1287 bis 1301 Wehrkirche mit Friedhofsbefestigung; 2006 wurde die Wehrmauer instand gesetzt | D-5-64-000-1628 | weitere Bilder |

## Kornburg
| Lage                                 | Objekt                                                   | Beschreibung | Akten-Nr.       | Bild                                                     |
| ------------------------------------ | -------------------------------------------------------- | --- | --------------- | -------------------------------------------------------- |
| Kornburger Hauptstraße 16 (Standort) | Ehemaliges Seckendorff-Egloffstein’sches Freihaus        | Baujahr: 1709 durch Sofie Rieter; Ehemalige Besitzer: 1708 Rieter von Kornburg, 1720 Herren von Seckendorff, 1774 Familie von Egloffstein, Georg Seitz, heute: Familie Meßthaler | D-5-64-000-1090 | Ehemaliges Seckendorff-Egloffstein’sches Freihaus        |
| Kornburger Hauptstraße 29 (Standort) | Ehemaliges Müller-Vargeth’sches Freihaus, später Rathaus | Baujahr: 1731, Herrensitz, ehemaliges Schulhaus, ehemaliges Rathaus, heute Gemeindezentrum mit Apotheke und Arztpraxen; Ehemalige Besitzer: Tobias Gottlieb Müller, ab 1744 Johann Christoph Vargeth, ab 1770 Holzschuher von Harrlach, Johann Wolfgang Albert von Serz, ab 1885 Marktgemeinde Kornburg, seit 1972 Stadt Nürnberg | D-5-64-000-1095 | Ehemaliges Müller-Vargeth’sches Freihaus, später Rathaus |
| Im Schloßhof 2 (Standort)            | Rieterschloss                                            | Baujahr: ca. 1270 als Wasserschloss mit Burggraben, zerstört 1388 im Städtekrieg, 1449 im 1. Markgrafenkrieg, 1552 im Zweiten Markgrafenkrieg und (nach Wiederaufbau) 1632 im Dreißigjährigen Krieg, 1686 wieder aufgebaut. Bergfried (Turm): Höhe: 18 m, Grundfläche: ca. 7,2×8,5 m Mauerstärke: 1,0 m; Ehemalige Besitzer: Der Reichsministeriale Chunradus de Chvrenburc, ab 1405 Herren von Hohenfels, ab 1422 Herren von Seckendorff, ab 1447 Rieter von Kornburg, ab 1753 Heilig-Geist-Spital (Nürnberg), 1812 Privatbesitz, ab 1838 Buntpapier und Tapetenfabrik, ab 1851 Mietshaus, ab 1923 Heinrich Nüßlein, ab 1947 Artistenehepaar Mehling, ab 1954 Ida Volkert, seit 1981 Alfred Kraus, Ferienwohnungen | D-5-64-000-860  | weitere Bilder                                           |
| Venatoriusstraße 2 (Standort)        | Evangelisch-Lutherische Pfarrkirche St. Nikolaus         | Baujahr: 1345 als Kapelle St. Nikolaus, um 1425 als gotische Wehrkirche mit Friedhofsbefestigung, zerstört 1632 im Dreißigjährigen Krieg, 1740 wieder aufgebaut | D-5-64-000-2018 | Evangelisch-Lutherische Pfarrkirche St. Nikolaus         |

## Kraftshof
| Lage                                               | Objekt                                              | Beschreibung | Akten-Nr.       | Bild                                      |
| -------------------------------------------------- | --------------------------------------------------- | --- | --------------- | ----------------------------------------- |
| Kraftshofer Hauptstraße 185 (Standort)             | Sommerhaus Kressenstein (Alter Burgstall)           | Baujahr: 1352 als Wasserschloss/Weiherhaus, zerstört 1448 im Ersten Markgrafenkrieg und 1585, halb so groß, als Sommerhaus auf dem alten Sockel wieder aufgebaut; Ehemalige Besitzer: Reichsgut, ab 14. Jahrhundert Reichsministerialen von Berg, Gebrüder Cuntz, um 1350 Ehinger, ab 1375 Ebner von Eschenbach, ab 1400 Volland, seit 1403 Kreß von Kressenstein | D-5-64-000-1121 | Sommerhaus Kressenstein (Alter Burgstall) |
| Kraftshofer Hauptstraße 185 (Standort)             | Schloss Kressenstein (Ruine, erhalten: Gartenmauer) | Baujahr: 1457 als Schloss (ab 1530 Kressenstein), zerstört 1633 im Dreißigjährigen Krieg und 1712/13 als Barockschloss wieder aufgebaut, 1944 im Zweiten Weltkrieg zerstört; Besitzer: seit 1457 Kreß von Kressenstein |                 | BW                                        |
| Kraftshofer Hauptstraße 168, 170, 170 a (Standort) | Wehrkirche St. Georg                                | Bauzeit: 1305–15, Wehrkirche mit Friedhofsbefestigung, seit 2005 wird die Wehrmauer instand gesetzt | D-5-64-000-1113 | weitere Bilder                            |

## Laufamholz
| Lage                              | Objekt                | Beschreibung | Akten-Nr.       | Bild           |
| --------------------------------- | --------------------- | --- | --------------- | -------------- |
| Oberbürger Straße 1 (Standort)    | Schloss Oberbürg      | Bauzeit: im 13. Jahrhundert als Weiherhaus, zerstört 1449 im Ersten Markgrafenkrieg, 1487 als befestigtes Wasserschloss wieder aufgebaut, 1536 zur Burg umgebaut, 1552 im Zweiten Markgrafenkrieg beschädigt, 1564 wieder aufgebaut, 1587–1628 zum Renaissance-Schlossanlage mit Weihern umgebaut, 1700 zum Barockschloss mit Parkanlage umgebaut, im Zweiten Weltkrieg zerstört; Ehemalige Besitzer: (Hohenstaufen, Reichsministerialen von Lauffenholz, Leupold Groß ?), ab 1407/09 Groland von Oedenberg, ab 1539 Hans Buchner, ab 1542 Furtenbach auf Reichenschwand, ab 1543 an Jörg Rayger, ab 1554 Furtenbach auf Reichenschwand, ab 1561 Georg Kanler, ab 1581/87 Wolff Ehinger, ab 1592 Kanler zu Oberbürg, ab 1634 Jakob Fetzer, ab 1636 Hans von Blansdorf, ab 1637 Grafen Khevenhüller, ab 1648 Amalie von Stubenberg, ab 1648 Reichsgrafen von Zinzendorf, ab 1694 Grafen von Polheim, ab ? Neubauer von der Oberbürg, ab 1721 Johann Georg Fritz und Kinder, ab 1748 Georg Friedrich von Hagen, ab 1785 von Wahler, ab 1864 von Andrian-Werburg, ab 1880 Freiherren Leuckart von Weißdorf, seit 1950 Energie- und Wasserversorgung AG der Stadt Nürnberg                            | D-5-64-000-1410 | weitere Bilder |
| Unterbürger Straße 26 (Standort)  | Schloss Unterbürg     | Bauzeit: im 13. Jahrhundert als Weiherhaus, zerstört 1449 im Ersten Markgrafenkrieg, 1487 als befestigtes Wasserschloss wieder aufgebaut, 1536 zur Burg umgebaut, 1552 im Zweiten Markgrafenkrieg beschädigt, 1564 wieder aufgebaut, 1587–1628 zum Renaissance-Schlossanlage mit Weihern umgebaut, 1700 zum Barockschloss mit Parkanlage umgebaut, im Zweiten Weltkrieg zerstört; Ehemalige Besitzer: (Hohenstaufen, Reichsministerialen von Lauffenholz, Leupold Groß ?), ab 1407/09 Groland von Oedenberg, ab 1539 Hans Buchner, ab 1542 Furtenbach auf Reichenschwand, ab 1543 an Jörg Rayger, ab 1554 Furtenbach auf Reichenschwand, ab 1561 Georg Kanler, ab 1581/87 Wolff Ehinger, ab 1592 Kanler zu Oberbürg, ab 1634 Jakob Fetzer, ab 1636 Hans von Blansdorf, ab 1637 Grafen Khevenhüller, ab 1648 Amalie von Stubenberg, ab 1648 Reichsgrafen von Zinzendorf, ab 1694 Grafen von Polheim, ab ? Neubauer von der Oberbürg, ab 1721 Johann Georg Fritz und Kinder, ab 1748 Georg Friedrich von Hagen, ab 1785 von Wahler, ab 1864 von Andrian-Werburg, ab 1880 Freiherren Leuckart von Weißdorf, ab 1950 Energie- und Wasserversorgung AG der Stadt Nürnberg, seit 1990 Familie Schmelzer | D-5-64-000-1974 | weitere Bilder |
| Moritzbergstraße 50/52 (Standort) | Herrenhaus Laufamholz | Baujahr: vor 1699 als Herrensitz, Umbau 1724, seit 1877 Forsthaus, seit 1973 Forstamt Nürnberg; Ehemalige Besitzer: ab ? 1645 Familie Kißkalt, ab 1645 Familie Hunger, ab ca. 1650 Cornelius Künzel, ab 1699 von Imhoff, ab 1709 Johann Pfann, ab 1731 Johann Leonhard Zitzmann, 1732 Familie Herold, ab ca. 1755 Familie Birkner, ab 1798 von Praun, ab 1804 Müllermeister Johann Ottmann, ab 1807 Karl Benedikt Schwarz (später: von Schwarz), ab 1819 Albrecht Schertel, ab 1820 Georg Paul Amberger, ab 1834 Teilung: Michael Schmidt (Landwirtschaft) - Königreich Bayern (Herrenhaus) | D-5-64-000-1361 | weitere Bilder |
| Christoph-Carl-Platz 6 (Standort) | Herrenhaus Hammer     | Baujahr um 1537 als Herrenhaus, zerstört 1552 im Zweiten Markgrafenkrieg, um 1585 wieder aufgebaut, beschädigt im Dreißigjährigen Krieg, 1640 erneuert, im 19. Jahrhundert mehrfach erweitert, zerstört 1943; Ehemalige Besitzer: ab ? Haller von Hallerstein (Lehnsherren), vor 1492 Conrad Cammerer, vor 1532 Stephan Kanler und Erben, ab 1640 Georg Nürnberger, ab 1660 Hanns Christoph und Georg Lang, ab 1711 Magnus Gottlieb Volkamer und Dr. Carl Falkner, ab ? Volkamer und Forster, seit 1977 EWAG (heute: N-Ergie) | D-5-64-000-345  | weitere Bilder |

## Lichtenhof
| Lage                         | Objekt                                    | Beschreibung | Akten-Nr.       | Bild           |
| ---------------------------- | ----------------------------------------- | --- | --------------- | -------------- |
| Wirthstraße 74/76 (Standort) | Herrensitz Lichtenhof, sog. Petzenschloss | Das Petzenschloss wurde vermutlich im 14. Jahrhundert von Swinko Has (auch „Schwinke von Hasenburg“ genannt) als Weiherhaus erbaut und um 1471 durch die Stadt Nürnberg zerstört. 1520 wurde es wieder aufgebaut, 1554 im Zweiten Markgrafenkrieg erneut zerstört. Um 1577 wurde es neu erbaut; Ehemalige Besitzer waren ab 1358 Swinko Has (Reichslehen), ab 1377 Pfinzing von Henfenfeld, ab 1428 die Waldstromer von Reichelsdorf (Reichslehen) und ab 1577 Valentin Schönborn. Seit 1583 befindet sich das Schloss in Besitz der Patrizierfamilie Petz von Lichtenhof. 1632 war das Petzenschloss Hauptquartier von König Gustav Adolf von Schweden. | D-5-64-000-2172 | weitere Bilder |

## Ludwigsfeld
| Lage                                                                   | Objekt           | Beschreibung | Akten-Nr.     | Bild           |
| ---------------------------------------------------------------------- | ---------------- | --- | ------------- | -------------- |
| Scharrerstraße, zwischen Hainstraße und Regensburger Straße (Standort) | Hallerweiherhaus | Baujahr: um 1344 als Weiherhaus, zerstört 1552 im Zweiten Markgrafenkrieg und wieder aufgebaut, im Zweiten Weltkrieg endgültig zerstört; ehemalige Besitzer: 1344 Konrad Waldstromer, 1378 Conrad Pfinzing,1384 Seitz Pfinzing und Friedrich Derrer, 1393 Hans Pirckheimer, 1421 Strarck, 1446 Erhart Frey, um 1448 Endres Stromer, 1454 Familie Amman, 1485 Martin Wagner, ab 1492 Haller von Hallerstein, 1506 Ludwig Müntzer, 1518 Holzschuher von Harrlach, ab 1566–1813 Haller von Hallerstein, ab 1813 Holzschuher von Harrlach, Andreas Löwel, 1831 Johann Wilhelm von Thon, bis 1944 Mietshaus, heute überbaut. | D-5-6532-0470 | weitere Bilder |

## Maiach
| Lage                        | Objekt        | Beschreibung | Akten-Nr.      | Bild           |
| --------------------------- | ------------- | --- | -------------- | -------------- |
| Innstraße 43, 47 (Standort) | Tucherschloss | Baujahr: um 1180 als Zeidelgut (Zeidelmuttergut) später ein Weiherhaus und ein Herrensitz, zerstört 1552 im Zweiten Markgrafenkrieg, 1556 wurden das Weiherhaus und der Herrensitz wieder aufgebaut, 1632 im Dreißigjährigen Krieg zerstört, wurde um 1681 das „vordere Schloss“ wieder aufgebaut, um 1689 wurde das „Weiherschlößlein“ oder „hinteres Schloss“ errichtet (Ausbau um 1707, 1720 und 1735), ab 1834 wurde das „vordere Schloss“ zur Gastwirtschaft, seit 1899 Mietshaus, mittlerweile einsturzgefährdet. Das „hintere Schloss“ wurde im Zweiten Weltkrieg schwer beschädigt und in vereinfachter Form wieder aufgebaut; Ehemalige Besitzer: Deutschordenshaus in Nürnberg, ab ca. 1394/97 Elisabethspital, ab 1416 Hilpolt Kreß von Kressenstein, 1463 Berthold Pfinzing von Henfenfeld, ca. 1490 Hans Gärtner am Markt, 1495 Tucher von Simmelsdorf, 1511 Tucherstiftung, ab 1834 Familie Nerreter – Aufteilung des Gutes, ab ca. 1834 Johann Völkel (Herrenhäuser); das Schloss wurde Ende 2010 abgerissen | D-5-64-000-871 | weitere Bilder |

## Mögeldorf
| Lage                                                | Objekt                                       | Beschreibung | Akten-Nr.       | Bild           |
| --------------------------------------------------- | -------------------------------------------- | --- | --------------- | -------------- |
| Mögeldorfer Hauptstraße 55 (Standort)               | Herrensitz Baderschloss                      | Bauzeit: 12./13. Jahrhundert ursprünglich zwei Bauernhöfe, dann Herrenhaus, zerstört 1553 im Zweiten Markgrafenkrieg, neu erbaut nach 1552 durch die Rieter von Kornburg, Renovierung und Umbau zur heutigen Form 1795, Renovierung: Ende der 1970er Jahre; Ehemalige Besitzer: Reichsministerialen von Mögeldorf, ab 1394 Ebner von Eschenbach (?), Burggrafen von Nürnberg, Rieter von Kornburg (→ Afterlehen an: Hans Dietz, ab 1568 Jakob Pömer, ab 1579 Hans Kemplein, ab 1582 Hieronymus Gwandtschneider, ab 1600 Georg Pfinzing von Henfenfeld, 1627 Abraham de Brahe, 1637 Johann Georg Heher, 1685 Georg Andreas von Imhoff), 1750 Zacharias Landeck, um 1795 Hans Christoph Wilhelm von Imhoff, ab 1805 Maurermeister Wölfel, ab 1805 Christoph Andreas Burka, ab 1810 Eberhard Leopold (Beruf: Bader), ab 1836 Andreas Saalwirth, ab 1842 Johann Michael Gößel, 1861-ca. 1910 Johann Maurer, seit 1962 Familie Herzog | D-5-64-000-1346 | weitere Bilder |
| Kinkelstraße 2 (Standort)                           | Bremensitz                                   | Baujahr: vor 1574 als Herrensitz, zerstört 1552 im Zweiten Markgrafenkrieg, neu erbaut nach 1574 durch Anthony Prem (Anton Brem), 1916 abgebrochen und durch ein mehrgeschossiges Wohnhaus ersetzt; Ehemalige Besitzer: Löffelholz von Kolberg (Erbzinslehen bis 1825 an: 1574 Anthony Prem („Premen Sitz“), ab ? Joachim Weyermann, ab 1588 bis 1651 Sigmund Buchner und Erben (Buchnerscher Sitz), ab 1662 Zacharias Schoapp, ab 1668 Georg Friedrich Freiherr von Künsberg, ab 1684 Notar Georg Ehringshauser, Kohlhofer, Hans Paulus Brauch, Johann Philipp Rothenhofer, ab ca. 1718 Gottfried Schadelock, ab ? Sophia Maria Fürer von Haimendorf, ab 1777 Johann Georg von Scheidlin und Erben), ab 1854 Konrad Riedel, 1864 Heinrich Pattberg, ab 1867 Johann Georg Schmidt und Erben, ab 1883 Andreas Stock, ab 1894 bis 1916 Christoph Wilhelm Vogel | D-5-64-000-992  | weitere Bilder |
| Ziegenstraße 3, 5 (Standort)                        | Cnopf’sches / Link’sches Schloss             | Baujahr: 1511 als Herrenhaus, Umbau 1788, Modernisierung 1880, Renovierung 1977; Ehemalige Besitzer: Familie Minderle, ab 1510 Margaretha Gaiswurgel, 1531 Peter Grätz, ab ca. 1550 Wolf VIII. Haller von Hallerstein und Erben (Maria Kötzler), ab 1571 Maria Kötzler, ab 1580 Paulus Rottengatter und Kinder, ab 1615 Georg Groe, ab 1676 Barmeyer, ab 1699 Euphrosina Rosina von Schoener, ab 1700 Benedict Monroe, ab 1720 an Tobias Magnus Fetzer, ab 1733 Wolf Wilhelm Haas, ab 1752 Johann Sigmund Meyern, ab 1785 Georg Daniel Winter, ab 1788 Apotheker Johann Jakob Christoph Cnopf und Erben, 1932–1974 Fabrikant Carolus Linck, 1974 Familie Riedhammer | D-5-64-000-2215 | weitere Bilder |
| Mögeldorfer Hauptstraße 31–39 (Standort)            | Doktorschlösschen                            | Bauzeit: evtl. schon 14. Jahrhundert als Bauernhof, später: Herrensitz, zerstört 1552 im Zweiten Markgrafenkrieg, neu erbaut nach 1552, 1972 abgebrochen, Wohnanlage; Ehemalige Besitzer: Ministeriale von Lauffenholz, Burggrafen/Markgrafen, um 14. Jahrhundert Familie Deichsler (?), ab ? Christoph Radnecker, ab 1546 Hieronymus Holzschuher, Erasmus Ebner, ab 1560/68 Veit und Berthold Holzschuher von Harrlach, ab ca. 1570/71 Endres Preuß, ab 1571 Paulus und Sybille Milchvogel, ab 1577 Veit Holzschuher von Harrlach, um 1756 Bankier David von Scheidlin („Scheidlingisches Schloss“), ab 1762 Christoph Gottlieb Wilhelm von Furtenbach (Schwiegersohn), ab 1786 Christoph Karl Oelhafen von Schöllenbach und Erben, 1835 Wundarzt Johann Paul Eckstein („Doktorschlösschen“), ab 1873 Heinrich Seufferheld, um 1880 Eigentum der Süddeutschen Bodenkreditbank, ab 1883 Johann Lorenz Speiser, 1896 Ferdinand und Therese Hirt, 1900 Brennerei Metzger & Böhm, 1936 Installateur Fritz Großhauser, 1958–1972 Architekt Adolf Bojahr |                 | BW             |
| Kirchenberg 7, 11 (Standort)                        | Hallerschloss mit Imhoffbau                  | Bauzeit: ca. 1200 durch Reimarius; Ehemalige Besitzer: Ministerialen von Mögeldorf, 13. Jahrhundert Burggrafen von Nürnberg, ab 1450 Tetzel von Kirchensittenbach, ab 1515 die Augsburger Unternehmer Grander, ab ? Hieronymus Rehlinger, ab 1555 Wolf VIII. Haller von Hallerstein und Erben (Maria Haller später: Kötzler, Ruland), 1618 Schenkung des Lehens an Dr. Ayrer, 1632 Martin Carl Haller von Hallerstein, ab 1652 Georg Wilhelm Schlüsselfelder von Kirchensittenbach, ab 1666 Georg Andreas Imhoff und Erben (Imhoff-Bau), ab 1810 Brechtelbauer, ab 1854 Ernst August Weber, ab 1857 Aufteilung des Besitzes, Herrenhaus: Quenzler, seit ca. 1910 Röschlau, Imhoff-Bau: Munkert, Nebenhäuser mit Bäckerei und Brennerei: Kachelrieß, heute teilweise Stadt Nürnberg | D-5-64-000-997  | weitere Bilder |
| Schmausenbuckstraße 14 (Standort)                   | Link’sches Schloss / Holzschuher Jagdschloss | Baujahr: vor 1700. Aus einem Bauerngut zu einem Herrensitz umgebaut / Sommerhaus, seit 1864 Gasthaus „Volksgarten“. Tanzsaal und Kegelbahn im Zweiten Weltkrieg zerstört; Ehemalige Besitzer: Holzschuher von Harrlach (?), Löffelholz von Kolberg (Erbzinslehen bis 1825 an: ab 1710 Dr. Martin Linck und seine Erben, ab 1740 Paul Canutius Leincker, ab 1779 Hofrat Sebald Schütz und Erben), ab 1825 Bauunternehmer Johann Michael Gößel, Aufteilung, ab 1851 Christoph Ruff aus Rasch, ab 1851 Stephan Sippel, ab 1862 Christian Hahn, ab 1862 Leonhard Huber, ab 1869 Gastwirte Johann Georg und Margaretha Wittmann, ab 1882 Johann Heinrich Herrmann, seit 1899/1900 Humbser Brauerei → Tucher Bräu | D-5-64-000-1772 | weitere Bilder |
| Ziegenstraße 12, 20; Laufamholzstraße 35 (Standort) | Schmausenschloss                             | Baujahr: 1680/82 das neue Herrenhaus, (das vorherige Herrenhaus ist nicht nachgewiesen); Ehemalige Besitzer: ab 1667 Georg Schmaus, 1693 Johann Daniel van Lierd (Schwiegersohn), 1725 Johann Wilhelm Neubauer, 1762 Johann Georg Friedrich von Hagen, 1768 Johann Georg von Scheidlin und Erben, 1830 Frau von Wahler, 1831 Albert Johann Cramer, verschiedene Besitzer, 1894 Kommerzienrat Beck-Brass, seit 1926 Stadt Nürnberg → Dependance der Musikschule Nürnberg | D-5-64-000-2217 | weitere Bilder |

## Neunhof
| Lage                                  | Objekt                                  | Beschreibung | Akten-Nr.       | Bild           |
| ------------------------------------- | --------------------------------------- | --- | --------------- | -------------- |
| Neunhofer Schloßplatz 1, 3 (Standort) | Schloss Neunhof (Kreß'scher Herrensitz) | Baujahr: 1246 als Herrensitz, zerstört 1449 im Ersten Markgrafenkrieg, neu erbaut 1508 als Weiherhaus, 1594 zur heutigen Form umgebaut; Ehemalige Besitzer: der Reichsministeriale Heinricus de Nova Curia, Burggrafen von Nürnberg, ab 1342 Derrer von Unterbürg, ab 1482 Hans Kreß, ab 1503 bis 1535 Georg Fütterer, Koler von Neunhof, ab 1594 (?) Kreß von Kressenstein und Erben | D-5-64-000-1393 | weitere Bilder |

## Rechenberg
| Lage                                                                           | Objekt                   | Beschreibung | Akten-Nr. | Bild                     |
| ------------------------------------------------------------------------------ | ------------------------ | --- | --------- | ------------------------ |
| Rechenberganlage, Äußere Sulzbacher Straße (Oberhalb Rechenberg II) (Standort) | Herrensitz Rechenberg I  | Der Herrensitz wurde zwischen 1524 und 1527 als Wohnturm mit Graben erbaut; er wurde 1552 im Zweiten Markgrafenkrieg zerstört und daraufhin vollständig abgetragen; Ehemalige Besitzer: vor 1524 Sebald Rech (→ Rechenberg), 1545–1551 Adolarius Vischer († 1551) |           | BW                       |
| Rechenberganlage, Äußere Sulzbacher Straße 47 (Standort)                       | Herrensitz Rechenberg II | Der Herrensitz wurde 1553 als Herrenhaus erbaut und 1916 abgebrochen; Ehemalige Besitzer: Vor 1524 Sebald Rech (→ Rechenberg), 1545–1551 Adolarius Vischer, ab 1551 Gläubiger des Adolarius Vischer, ab 1577 Sebastian Zatzer, ab 1589 Joachim Kammermeister (Camerarius), ab 1624 Nützel von Sündersbühl, ab 1728 Ebner von Eschenbach, ab 1754 an Kreß von Kressenstein, ab ca. 1790 Behaim von Schwarzbach auf Kirchensittenbach, 1898–1916 Tucher von Simmelsdorf und Familie Barth 1859 bis 1872 wohnte dort Ludwig Feuerbach |           | Herrensitz Rechenberg II |

## Reichelsdorf
| Lage                                  | Objekt                  | Beschreibung | Akten-Nr.       | Bild           |
| ------------------------------------- | ----------------------- | --- | --------------- | -------------- |
| Schalkhaußerstraße 24 / 26 (Standort) | Waldstromer-Schlösschen | Bauzeit: 13./14. Jahrhundert als Burgstall/Forsthube, 1377 als Herrensitz/Schloss erwähnt, zerstört evtl. im Ersten Markgrafenkrieg, 1552 im Zweiten Markgrafenkrieg, 1557 wieder aufgebaut, zerstört 1632 im Dreißigjährigen Krieg. 1686 in der heutigen Form erneut aufgebaut; Ehemalige Besitzer: Rindsmaul/Ministerialen von Reicholtsdorf, ab 1336/1382 Waldstromer von Reichelsdorf, ab 1548 Stadt Nürnberg, ab 1554 Johann Gemmel, ab 1565 Michel und Simon Steinhauser, ab 1589 Balthasar König, ab 1599 Stefan Kötzler und Erben, ab 1695 Georg Stepper, ab 1750 Christoph Karl Joseph Volckamer von Kirchensittenbach, 1833 Furtenbach, ab 1880 Stromer von Reichenbach, ab 1891 Johann Georg Kettlein und Erben, ab 1902 Ferdinand Hirt, ab 1906 Karl August Eßlinger aus Leer, ab 1921 Hans Durban und Erben, seit 2000 Klaus Renner und Erben | D-5-64-000-1740 | weitere Bilder |

## Schniegling
| Lage                                | Objekt                       | Beschreibung | Akten-Nr.               | Bild           |
| ----------------------------------- | ---------------------------- | --- | ----------------------- | -------------- |
| Schnieglinger Straße 229 (Standort) | Serz’sches Herrenhaus        | Baujahr: ? als Sommerhaus, 1632 im Dreißigjährigen Krieg zerstört, 1669 neu errichtet, 1737 erweitert um eine Schnupftabakfabrik, 1856 Umbau und Erweiterung zur Schnieglinger Metallkapselfabrik (1990 stillgelegt), 1913 teilweise abgebrannt (Dach) und vereinfacht wieder aufgebaut, heute: Eigentumswohnanlage; Ehemalige Besitzer: Andreas Grünschneider, Familie Lanzinger, Pankraz Pilgram, ab 1669 Daniel Besserer, Familie Hilling, Johann Anton Ballador, ab 1724 Heinrich Krochmann und Familienstiftung, 1769–1855 Johann Albrecht Edler von Serz (durch Heirat) und Erben, seit 1856 Aufteilung – Louis Vetter übernahm den Herrensitz und gründete die Schnieglinger Kapselfabrik, Johann Adam Förster übernahm andere Teile des Besitzes, heute: Eigentumswohnanlage                         | D-5-64-000-1786         | weitere Bilder |
| Brettergartenstraße 70 (Standort)   | Dannreuther’scher Herrensitz | Baujahr: ? als Sommerhaus, 1731–33 als Herrenhaus neu errichtet, ab 1913 als Büro für das Landwirtschaftsamt Nürnberg genutzt und teilweise verunstaltet. Heute?; Ehemalige Besitzer: Vorbesitzer des „bretterten Gartens“ ohne Herrensitz: Pankraz Pilgram, Johann Georg von Rumpler, ab 1731 Christoph Wilhelm Dannreuther, 1770–1877 Familie von Wahler (durch Heirat), seit 1913 Stadt Nürnberg, heute Steinmetzbetrieb Hirschbeck-Niessen und Integrativer Kindergarten Regenbogen | D-5-64-000-248 Wikidata | weitere Bilder |
| Schnieglinger Straße 249 (Standort) | Hörmann’scher Herrensitz     | Baujahr: vor 1540 als Herrensitz mit Hammerwerk, zerstört 1552 im Zweiten Markgrafenkrieg von 1554 bis 1570 wieder aufgebaut, 1632 im Dreißigjährigen Krieg zerstört, um 1692 bis 1710 als Herrenhaus wieder aufgebaut; Ehemalige Besitzer: Familie Bömer/Pömer, ab 1540 Lukas Sitzinger, ab 1603 Leonhard Seyfried und Erben, um 1620 bis 1632 Sebastian Lanzinger, ab 1650 Daniel Besserer, ab 1665 Johann Adam Hilling, ab 1690 Aufteilung der Liegenschaft, ab 1692 Johann Daniel van Lierd, Johann Jakob und Johann Gustav Silberrad, ab 1706 Johann Elias Schöpffab 1722 Petrus Berlin, ab 1733 Wilhelm Gottfried Hörmann, 1817–1838 Familie von Schmidt, vor 1854 Margaretha Barbara Daumer, in den 1950er Jahren Sitz der Firma Möbel-Beck, später als Lager der Firma Beck – die neue Küche genutzt | D-5-64-000-1788         | weitere Bilder |

## Schoppershof
| Lage                                                                                  | Objekt                  | Beschreibung | Akten-Nr.      | Bild           |
| ------------------------------------------------------------------------------------- | ----------------------- | --- | -------------- | -------------- |
| Elbinger Straße 16 / 18 / 20 / 22b; Längenstraße 14; Oedenberger Straße 7a (Standort) | Herrensitz Schoppershof | Baujahr: 1370 als Turmhaus, zerstört 1449 im Ersten Markgrafenkrieg und wieder aufgebaut, zerstört 1552 im Zweiten Markgrafenkrieg, als Weiherhaus neu erbaut 1575; Ehemalige Besitzer: Ebner von Eschenbach, ab 1308 Schopper von Schoppershof, ab ? Berthold Deichsler, ab 1468 Kreß von Kressenstein, 1531 Furtenbach auf Reichenschwand, ab 1561 Jacob Hofmann, ab 1569 Georg Gößwein, ab 1589 Bartholomäus Viatis, ab 1624 Peller von Schoppershof und Stiftung, seit 1875 Tucher von Simmelsdorf | D-5-64-000-413 | weitere Bilder |

## Steinbühl
| Lage                       | Objekt               | Beschreibung | Akten-Nr. | Bild |
| -------------------------- | -------------------- | --- | --------- | ---- |
| unbekannt                  | Burg Steinbühl       | 13. Jahrhundert, zerstört im 18. Jahrhundert. Ehemalige Besitzer: Herren von Stein, Hermann I. von Breitenstein |           |      |
| Wiesenstraße 19 (Standort) | Herrensitz Steinbühl | Bauzeit: 14. Jahrhundert als Wasserburg, 1552 zerstört im Zweiten Markgrafenkrieg und wieder aufgebaut, der Wassergraben war um 1885 noch vorhanden, im Zweiten Weltkrieg zerstört; Ehemalige Besitzer: Pfinzing von Henfenfeld, ab 1609-19. Jahrhundert Fürer von Haimendorf |           | BW   |

## Sündersbühl
| Lage                                                                 | Objekt                     | Beschreibung | Akten-Nr. | Bild           |
| -------------------------------------------------------------------- | -------------------------- | --- | --------- | -------------- |
| im Bereich von Rothenburger Straße 119 (Standort)                    | Nützelschlösschen          | Bauzeit: 14./15. Jahrhundert, 1520 durch einen Schlossbau ersetzt, zerstört 1552 im Zweiten Markgrafenkrieg, 1560 wieder aufgebaut, 1943/44 zerstört; Ehemalige Besitzer: Familie Staudiegel, ab ca. 1320 Nützel von Sündersbühl, ab 1774 Haller von Hallerstein, ab 1814 Simon und Margarethe Baier und Erben, ab 1862 Johann Schutzmarlin und Ehefrau, ab 1867 Franz Freiherr von Ziegler, seit 1873 Stadt Nürnberg |           | weitere Bilder |
| Rothenburger Straße 119 (Nördlich des Nützelschlösschens) (Standort) | Rupprechtschlösschen       | Baujahr: um 1711, abgebrochen: 1889 für den Bau des Schlachthofes; Ehemalige Besitzer: ab 1711 Nützel von Sündersbühl, ab 1747 Johann Matthäus Rupprecht, ab 1766 Herold, ab 1766 Margaretha Rupprecht, ab 1816 Sophia Margaretha Feldkirchner und Johann Tobias Lauter übergegangen, ab 1817 Karl Löblein, Aufteilung in der ersten Hälfte des 19. Jahrhunderts → drei Anwesen → Herrenhaus: Johann Georg und Margaretha Pickelmann, Nutzung als Gastwirtschaft, 1869 Friedrich und Margaretha Ebenhack, um 1879 Stadt Nürnberg |           | BW             |
| Schweinauer Straße 2 (Standort)                                      | Herrensitz Sündersbühl (?) | Baujahr: um 1510, zerstört 1552 im Zweiten Markgrafenkrieg, 1560 wieder aufgebaut, im Zweiten Weltkrieg zerstört; Ehemalige Besitzer: ab 1520 Nützel von Sündersbühl, ab 1774 Haller von Hallerstein, ab 1790 Kammerrat Hofmann von Vach |           | BW             |
| Rothenburger Straße 154–158 (Standort)                               | Burgfriedschlösschen       | Baujahr: vor 1360, zerstört 1449 im Ersten Markgrafenkrieg, 1552 im Zweiten Markgrafenkrieg, 1560 als Weiherhaus wieder aufgebaut, Teilzerstörung im Dreißigjährigen Krieg, im Zweiten Weltkrieg zerstört; Ehemalige Besitzer: bis 1360 Pfinzing von Henfenfeld, ab 1360 Stromer von Reichenbach, ab 1391 Conrad Kötzner, ab ca. 1424 Hans Eysenmanger und Erben, ab ca. 1467 Holzschuher von Harrlach, ab 1502 Peter I. Imhoff, ab 1588 Carl Wertemann und Erben, ab 1700 Wolfgang Antoni Oexle von Friedenberg, ab 1770 Johann Georg Hofmann, ab 1773 Heinrich Salomon und Daniel Friedrich Hofmann und Erben, seit 1869 Joseph und Josephine Beck |           | BW             |

## Weigelshof
| Lage                                   | Objekt                  | Beschreibung | Akten-Nr.       | Bild           |
| -------------------------------------- | ----------------------- | --- | --------------- | -------------- |
| Oedenberger Straße 52 / 52a (Standort) | Herrensitz Weigelshof   | Baujahr: vor 1388 als Bauernhof, um 1507 als Herrensitz, zerstört 1552 im Zweiten Markgrafenkrieg, neu erbaut 1568, im Zweiten Weltkrieg beschädigt und vereinfacht wieder aufgebaut; ehemalige Besitzer: Weigel von Neumarkt, ab 1388, Contz Haug, ab 1390 das Kartäuserkloster Nürnberg, vor 1507 Haller von Hallerstein,vor 1545 Pfinzing von Henfenfeld, ab 1617 Scheurl von Defersdorf, ab 1649 Pfinzing von Henfenfeld, ab 1739 Johann Andreas Regulein, vor 1770 Familie Günther, ab 1777 Volckamer von Kirchensittenbach, ab 1794 von Egloffstein, vor 1808 Wilhelm Gottfried Kießling und Erbengemeinschaft, ab 1815 Karl Benedikt Schwarz, ab 1843 Georg Martin Kalb, ab ? Constantin Beck, seit 1879 Familie Barth | D-5-64-000-1456 | weitere Bilder |
| Bismarckstraße 36 (Standort)           | Herrensitz Schübelsberg | Das Schübelsberg-Schlösslein wurde ursprünglich als Bauernhof erbaut und 1552 im Zweiten Markgrafenkrieg zerstört. 1582 wurde es als Herrensitz neu erbaut und 1602 in seine heutige Form umgebaut; ehemalige Besitzer: bis 1553 Hans Heilmann, ab 1533 Sebald Rech von Rechenberg, vor 1582 Augustin Fürnberger, ab 1597 Familie von Imhoff, ab 1728 Ebner von Eschenbach, später bis 1750 Paul Döbrich, ab 1750 Paul Jakob Marperger, ab 1790 Familie Zeltner, seit 1902 Tucher von Simmelsdorf | D-5-64-000-225  | weitere Bilder |

## Weiherhaus
| Lage                        | Objekt                | Beschreibung | Akten-Nr.      | Bild           |
| --------------------------- | --------------------- | --- | -------------- | -------------- |
| An den Weihern 3 (Standort) | Herrensitz Weiherhaus | Baujahr: um 1339 als Weiherhaus (ehemals zwei Häuser), kleine Schäden 1388 im Städtekrieg, 1392 wurde das Haus wieder repariert, zerstört 1552 im Zweiten Markgrafenkrieg und wieder aufgebaut, 1728 in barocker Form umgebaut; Ehemalige Besitzer: 1339 Fischbecken von Fischbach, ab 1354 Stadt Nürnberg, ab 1476 verpachtet, 1518 Behaim von Schwarzbach auf Kirchensittenbach, ab 1595 Büttner und Gewandschneider, ab 1625 Pfinzing von Henfenfeld, ab 1720 Benedikt Geuder, ab 1794 Karl W. von Welser, 1812–1830 Oelhafen von Schöllenbach, es folgte die Aufteilung des Gesamtbesitzes (Schloss, Gärtnerhaus, Voitenhais, Fischhaus), ab 1828 Scheurl von Defersdorf, ab 1854 bürgerliche Familien, 1875–1952 von Faber, seit 1986 Familie Matzdorf | D-5-64-000-101 | weitere Bilder |

## Zerzabelshof
| Lage                          | Objekt                                         | Beschreibung | Akten-Nr.      | Bild           |
| ----------------------------- | ---------------------------------------------- | --- | -------------- | -------------- |
| Aussiger Platz 1-6 (Standort) | Loeffelholzscher Herrensitz / Mettingh-Schloss | Baujahr: vor 1365, im Zweiten Weltkrieg teilweise zerstört; Ehemalige Besitzer: vor 1344 Waldstromer von Reichelsdorf, ?–1370 Pfinzing von Henfenfeld, 1370–1396 Waldstromer von Reichelsdorf, 1396–? Stadt Nürnberg, ?–1453 Vornberger, 1453–1491 Herrmann Schaller, 1491–1506 Schütz, 1506–1563 Staiber, Roth, Orting, 1563–1837 Löffelholz von Kolberg, 1837–1853 Johann Christoph Schlee, 1853–1861 Johann Kraußer, 1861–1906 von Mettingh, 1906–1912 Leonhard Haas, nach 1912 wurde das Anwesen aufgeteilt; der 1. FC Nürnberg kaufte große Teile der Flächen für seinen Sportpark | D-5-64-000-127 | weitere Bilder |

## Ziegelstein
| Lage                               | Objekt                    | Beschreibung | Akten-Nr. | Bild                      |
| ---------------------------------- | ------------------------- | --- | --------- | ------------------------- |
| Am Anger 26-34 (Standort)          | Imhoffschloss Ziegelstein | Baujahr: um 1666, im Zweiten Weltkrieg teilweise zerstört, heute baulich sehr stark verändert; Ehemalige Besitzer: Haller von Hallerstein, ab 1652 Schlüsselfelder von Kirchensittenbach, 1679 Imhoff, teilweise Furtenbach von Reichenschwand (Erbengemeinschaft), ab 1831 Friedrich Christoph Rech, ab 1833 Erbengemeinschaft von Mühlholz, seit 1866 Gemeinde Ziegelstein; Nutzung des Schlosses als Schulhaus (bis 1922) und Aufteilung des restlichen Komplexes: Hollfelder, Häckel, Stauber |           | Imhoffschloss Ziegelstein |
| Ziegelsteinstraße 201 a (Standort) | Burg Ziegelstein          | Baujahr: ca. 1370 als Turmhügelburg mit Wassergraben, zerstört im Ersten und Zweiten Markgrafenkrieg sowie, endgültig, 1642 im Dreißigjährigen Krieg, um 1740 wurde die Burgruine komplett abgetragen; Ehemalige Besitzer: bis 1652 Haller von Hallerstein (mit der Ortschaft Ziegelstein) |           | Burg Ziegelstein          |